# Azóvske
Azóvske (en (ucraïnès): Азовське) és un assentament de tipus urbà (un possiólok) de la República Autònoma de Crimea a Ucraïna, que el 2021 tenia 3.403 habitants. Pertany al districte rural de Djankoi.